# Pénée (cheval)
Le Pénée est une race de poneys ambleurs native du Péloponnèse, en Grèce. C'est une race très rare.

## Dénomination
Il est aussi nommé Georgaludiko ou Geogalidiko en grec.

## Histoire
Le Pénée provient de juments locales et indigènes des montagnes croisées avec des étalons arabes, dans la région semi-montagneuse du Péloponnèse. Son registre généalogique est créé en 1994.
En 1999, il ne reste que 127 poneys de cette race en Grèce. 

## Description
D'après CAB International et la base de données DAD-IS, il mesure 1,36  à   1,42 m,. Il est considéré comme adulte à l'âge de 24 mois. 
Il est plus lourd que les autres races chevalines grecques. L'encolure est très forte, mais l'arrière-main apparaît faible par comparaison. Les membres postérieurs ont souvent des jarrets clos.
Il est bien adapté à son biotope montagneux. 

### Robes
Les robes sombres (bai, alezan et noir) ainsi que grises se rencontrent. Le gris est de loin la robe la plus fréquente, puisqu'elle concerne environ 70 % du cheptel. 

### Allures
Ce petit cheval a la particularité de disposer d'allures supplémentaires. Il est entraîné à se déplacer à une forme d'amble localement nommée aravani.
Le Pénée a fait l'objet d'une étude visant à déterminer la présence de la mutation du gène DMRT3 à l'origine des allures supplémentaire : l'étude de 17 sujets a permis de détecter la présence de cette mutation chez 97,1 % d'entre eux, et l’existence de chevaux d'allures parmi les poneys de cette race. 

## Utilisations
Il sert historiquement à la selle et au bât, pour des travaux de ferme et du transport. Il est utilisé en équitation de loisir. Il dispose d'une aptitude au saut.
Il est parfois croisé avec le Pur-sang.

## Diffusion de l'élevage
Il provient du sud de la Grèce, dans le Péloponnèse, plus précisément au Nord-Ouest de cette région, dans les préfectures d'Ileia et d'Ahaia.
C'est une race rare, proche de l'extinction. Avec seulement 85 individus subsistants en 2021, le Pénée est classé en danger critique d'extinction sur DAD-IS.